# Sumbawanga
Sumbawanga es una ciudad en el oeste de Tanzania, es la capital de la región Rukwa.

## Población
Tiene alrededor de 150.000 habitantes según el censo de 2002, con una gran proporción de etnia fipa, llamada así por el idioma que también es predominante.

## Etimología
El nombre de la ciudad significa literalmente akelarre, que puede provenir de las supersticiones y prácticas locales relacionadas con espíritus, de los cuales se practican aún muchos tanto en la localidad como en otras ciudades y pueblos cercanos en la meseta.

## Equipamientos
La ciudad alberga el mayor hospital de la región, el Rukwa General Hospital, de propiedad estatal y el hospital de menor tamaño Dr. Atiman, administrado y dirigido por la diócesis católica de Sumbawanga.
La ciudad actúa como un centro suplementario de comercio para la provincia de Rukwa y pueden encontrarse algunas de las agencia estatales, como el departamento de transporte para la región y los centros Libori y Monrovian. Existe un mercado de tamaño medio en el centro donde puede encontrarse cualquier producción local, lo que incluye maíz, fruta, carne y pescado. Existe también la forma de comprar bienes de plástico y electrónica, así como bicicletas y recambios.

## Economía local
La economía local depende casi en su totalidad de la agricultura y el pequeño comercio ya que la producción industrial es muy escasa. Se espera una gran mejora en la inversión con la futura carretera a Mbeya mejorada para poder utilizarse a tiempo completo ya que actualmente se hace impracticable durante la estación lluviosa.

## Transporte
A la localidad se puede llegar en bus desde Mbeya, que conecta a su vez con enlaces de tren a Lusaka y Dar es Salaam, o hacia Mpanda en el norte del país.

## Además
La localidad estuvo incluida en la ruta de Ewan McGregor y Charlie Boorman en su aventura motera Long Way Down de 15.000 millas de norte a sur en julio de 2007.